# RedBSD
RedBSD – modyfikacja systemu operacyjnego FreeBSD umożliwiająca uruchomienie go z płyty.
Celem projektu jest połączenie minimalistycznego systemu operacyjnego z technologią Ruby, by uczynić sprzęt szybszym, aplikacje bezpieczniejszymi i uprościć użytkowanie.